# نهائي كأس العالم للسيدات 2015
 نهائي كأس العالم 2015 للسيدات هي مباراة النهائية لبطولة كأس العالم لكرة القدم للسيدات 2015 جرت في يوم 5 يوليو 2015 بمدينة فانكوفر، كندا، بين منتخبي اليابان والولايات المتحدة لتحديد الفائز ببطولة كأس العالم للسيدات 2015.فازت الولايات المتحدة 5-2 بالمبارة، ويعتبر هذا اللقب هو الأول لها منذ ستة عشر عاما.

## الطريق إلى النهائي

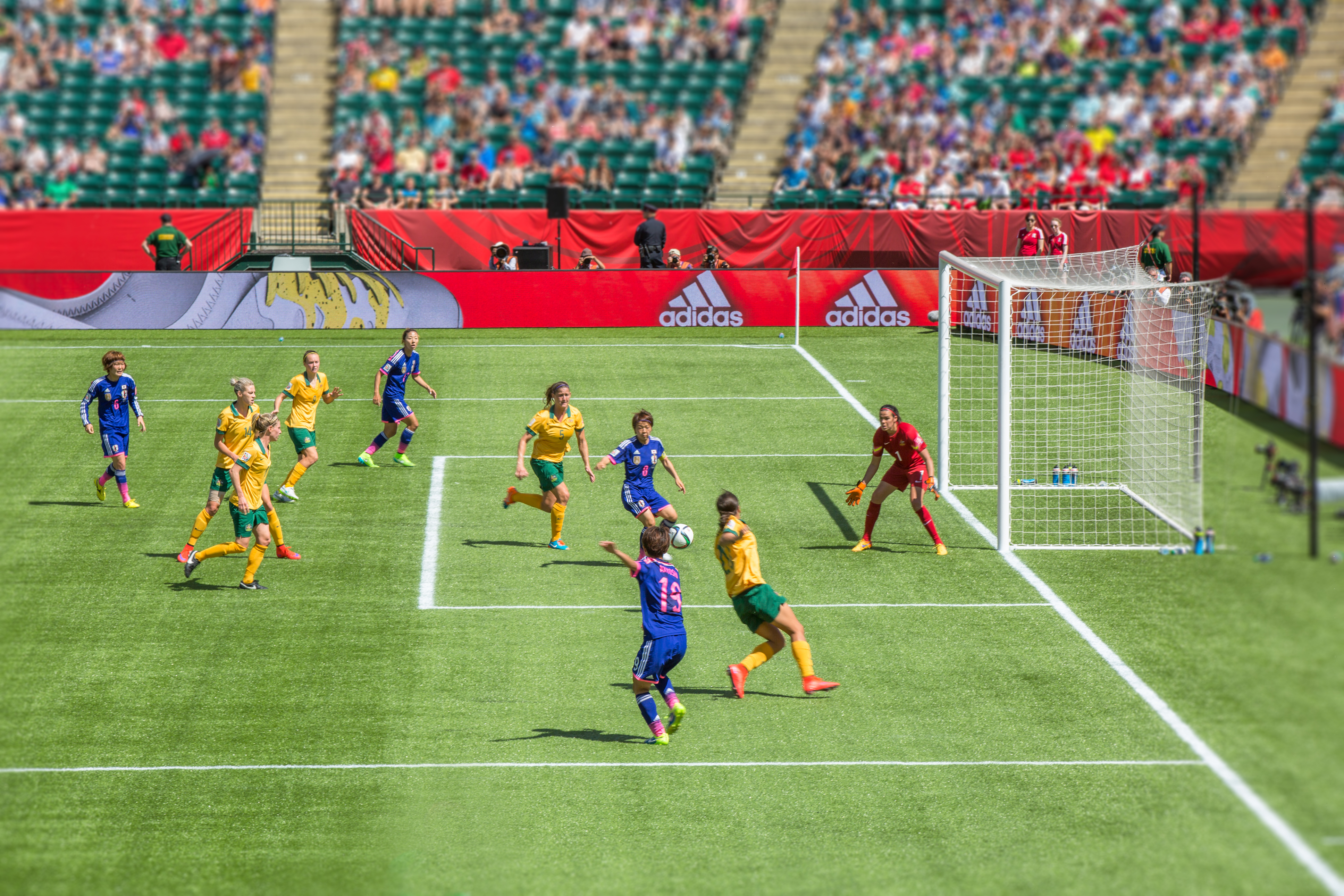
مباراة ربع النهائي بين اليابان و أستراليا في ملعب الكومنولث

## النتيجة
| الولايات المتحدة                                           | 5–2     | اليابان                                  |
| ---------------------------------------------------------- | ------- | ---------------------------------------- |
| كارلي لويد 3'، 5'، 16' · لورين هوليداي 14' · توبين هيث 54' | التقرير | يوكي ناغاساتو 27' · جولي إرتز 52' (ه.ذ.) |

| الولايات المتحدة | اليابان |

### إحصائيات
| الإحصائيات           | الولايات المتحدة | اليابان |
| -------------------- | ---------------- | ------- |
| الأهداف              | 4                | 1       |
| مجموع التسديدات      | 9                | 3       |
| التسديدات على المرمى | 5                | 3       |
| الإستحواذ على الكرة  | 49%              | 51%     |
| ركلات ركنية          | 3                | 0       |
| الأخطاء المرتكبة     | 7                | 3       |
| حالات التسلل         | 1                | 0       |
| كرت اصفر             | 0                | 0       |
| كرت احمر             | 0                | 0       |

| الإحصائيات           | الولايات المتحدة | اليابان |
| -------------------- | ---------------- | ------- |
| الأهداف              | 1                | 1       |
| مجموع التسديدات      | 6                | 9       |
| التسديدات على المرمى | 2                | 1       |
| الإستحواذ على الكرة  | 47%              | 53%     |
| ركلات ركنية          | 4                | 3       |
| الأخطاء المرتكبة     | 7                | 7       |
| حالات التسلل         | 0                | 1       |
| كرت اصفر             | 0                | 2       |
| كرت احمر             | 0                | 0       |

| الإحصائيات           | الولايات المتحدة | اليابان |
| -------------------- | ---------------- | ------- |
| الأهداف              | 5                | 2       |
| مجموع التسديدات      | 15               | 12      |
| التسديدات على المرمى | 7                | 4       |
| الإستحواذ على الكرة  | 48%              | 52%     |
| ركلات ركنية          | 7                | 3       |
| الأخطاء المرتكبة     | 14               | 10      |
| حالات التسلل         | 1                | 1       |
| كرت اصفر             | 0                | 2       |
| كرت احمر             | 0                | 0       |

## وصلات خارجية
- الموقع الرسمي